# Kamienica przy Rynku 49 we Wrocławiu
Kamienica przy Rynku 49 – kamienica na wrocławskim rynku, na jego północnej pierzei, zwanej Targiem Łakoci; dawny dom handlowy Trautner, który wraz z przedwojennymi domami handlowymi „Marcus” i „Hünert” stanowi „najważniejszy relikt oryginalnej zabudowy północnej pierzei Rynku”.

## Historia

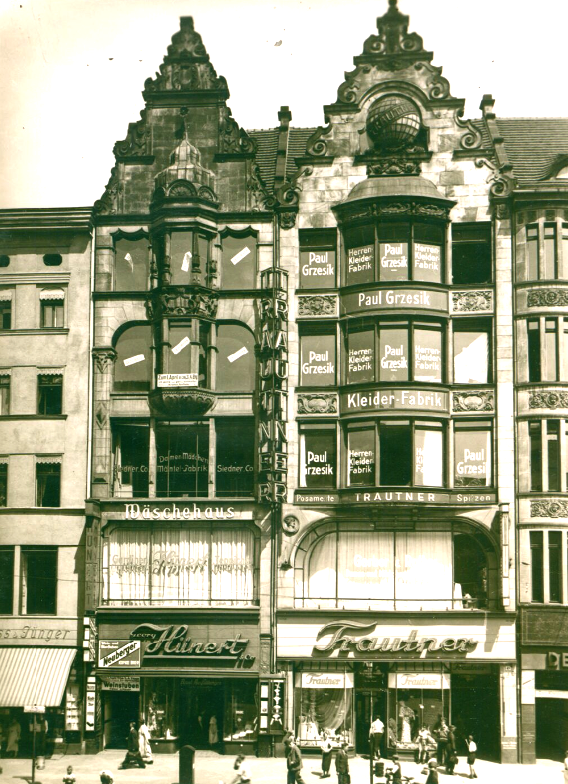
Kamienica przy Rynku 49 (z prawej) w latach 1936–1938

Najstarsze ślady zabudowy na parceli nr 49 pochodzą z XIII wieku. Znajdujący się tu budynek miał 15-16 łokci szerokości i był połączony z zabudową zatylną o szerokości 19 łokci. Kamienica obejmowała wówczas dwie posesje 48 i 49. Została podzielona w XIII wieku, a w części zachodniej zwieńczona krenelażem. Fakt połączenia kamienicy z aneksem tylnym jest potwierdzony w źródłach z 1374 roku. W okresie późnogotyckim przebudowie uległy pomieszczenia wewnątrz budynku. Od 1489 roku na parterze kamienicy znajdowało się pomieszczenie sklepowe.
W 1901 rozebrano istniejącą w tym miejscu kamienicę i na zlecenie żydowskiego kupca Louisa Cohna, na średniowiecznej działce o wymiarach 10 na 70 m, wybudowano nowy dom handlowy Geschäftschaus Trautner, na planie litery „C”. Jego projektantem, według Harasimowicza i Eysymontta, byli bracia Richard i Paul Ehrlich, żydowscy architekci, potomkowie Louisa Ehrlicha projektanta wielu wrocławskich kamienic. Krystyna Kirschke jako projektantów wymienia Lea Schlesingera i Hermanna Benedickta tworzących biuro projektowe Schlesinger & Benedickt.

### Właściciele i postacie związane z kamienicą
Od 1346 roku właścicielem kamienicy był Hanke Gismeystir (Giesmeister), a po jego śmierci w 1350 kamienica została odziedziczona przez jego żonę Katarzynę i dwojga dzieci. W 1355 kamienica została sprzedana Mikołajowi Hartusch, który sprzedał ją po dziewięciu latach i przeprowadził się do kamienicy przy ulicy Oławskiej. Nowym nabywcą była zamożna rodzina Dumloze. Jej przedstawiciel Dietwin w 1367 roku był właścicielem kamienicy Rynek 52. Kolejnymi właścicielami kamienicy byli bracia Megirlin: Hartman, Jakub i Piotr. Ten ostatni inwestował w różne majątki wiejskie, skupywał renty. W 1377 kamienicę nabył Konrad Swinsberg. Był on poborcą szosu w Kwartale Rzeźników w 1386, 1387 i w 1390 roku. W 1392 zbankrutował, a jego majątek został zlicytowany. W tym samym roku nowym właścicielem kamienicy został Andrzej Peiserer (von Peiser). Był on ośmiokrotnym rajcą i ławnikiem w latach 1391–1406, kramarzem, przysięgłym cechu w 1398 roku. Zajmował się handlem dalekosiężnym i dużymi transakcjami. Prócz kamienicy w Rynku posiadał lenno w Stabłowicach. Po śmierci Peiserera, ok. 1411–1415 roku dom odziedziczyła jego żona Hedwig, a następnie jego córka Margareth i jej mąż, kupiec Paul Wiener (Winer). Winer utrzymywał kontakty handlowe z Czechami Węgrami i południowymi Niemcami, miał liczne posiadłości ziemskie, w latach 1418, 1420–1422 był wybierany na rajcę i ławnika. W 1423 roku z powodu nadużyć został pozbawiony urzędu i wygnany z miasta, a następnie ze Śląska oraz pozbawiony majątku m.in. wsi Stabłowice otrzymanej od teściowej w 1419 roku. Zmarł w 1444 roku za granicą. W 1435 roku właścicielem kamienicy został bogaty kramarz Georg Katzbach, który w 1428–1435 był właścicielem kamienicy nr 57. Do niego należały posesje na roku ul. Odrzańskiej i Igielnej, słodowni przed Bramą Ruską oraz jeden lub dwa kramy. Już w 1437 roku Georg sprzedał kamienicę nr 49 złotnikowi Nikolasowi Polakowi. W jego rękach, a następnie w rękach jego spadkobierców kamienica pozostawała do 1453 roku. Wówczas zadłużoną posesję zakupił bogaty kramarza Niklas Greseling, wielokrotny rajca i ławnik (w 1448–1449, 1454–1455). W rodzinie Greselingów kamienica pozostawała do 1499 roku, kiedy właścicielem kamienicy został Sewalt Sawerman.

### Historia rodziny Cohn

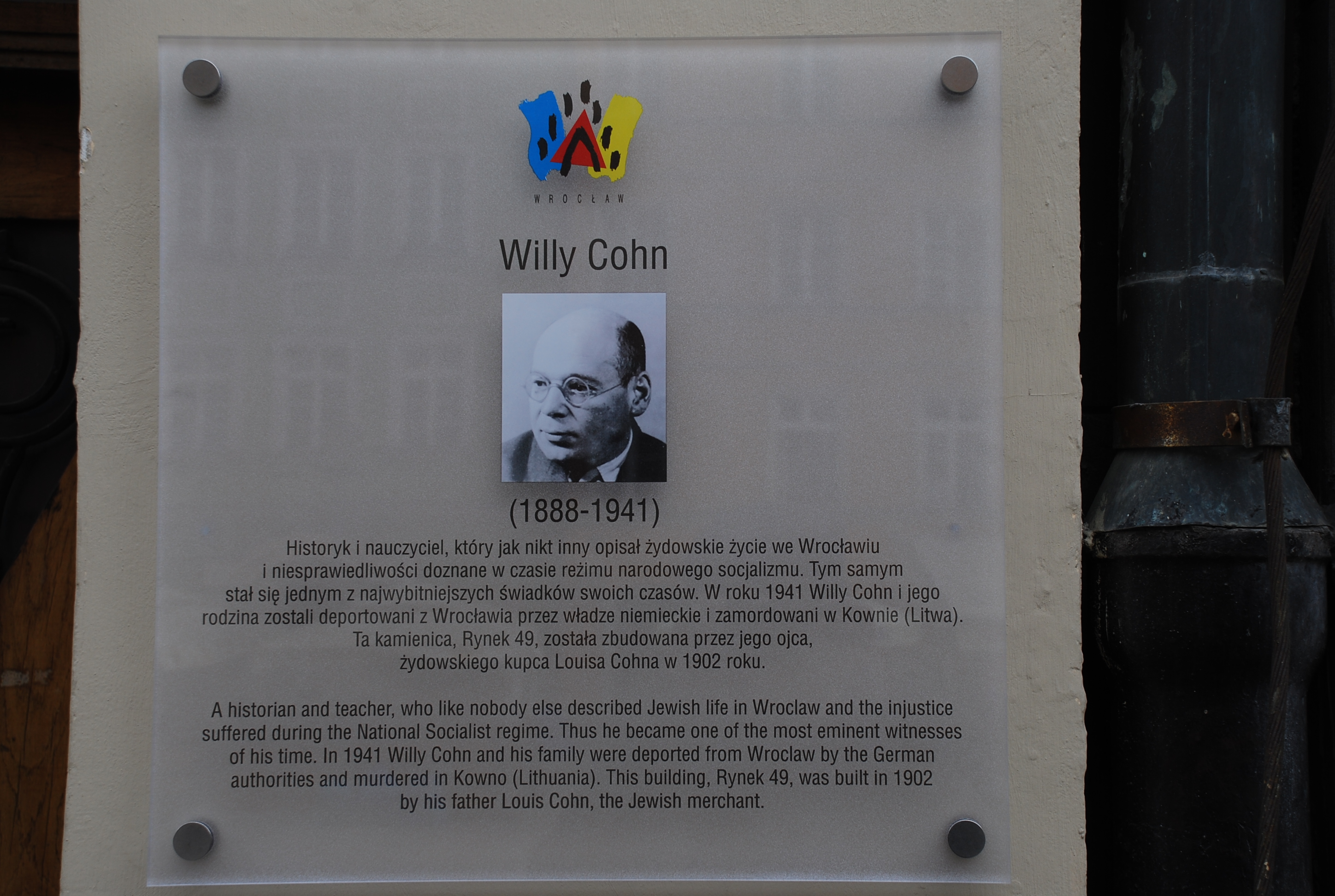
Tablica upamiętniająca Willy'ego Cohna we Wrocławiu

Louis (Lippmann) Cohn (1843–1903) wraz z bratem Moritzem przybyli do Wrocławia w 1857 roku, z Poznania. Dzięki dodatkowej pomocy finansowej ich siostry, wykupili firmę pasmanteryjną od dwóch pań o nazwisku Trautner, mającą wówczas swoją siedzibę w odchodzącej uliczce od Rynku wrocławskiego. Pod koniec XIX wieku przenieśli siedzibę do kamienicy nr 52, a w 1902 roku wykupili kamienicę znajdującą się na posesji nr 49. Ich firma zajmowała niemal cały budynek: na górnych piętrach mieściły się zakłady produkcyjne konfekcji męskiej i damskiej, a dwie dolne kondygnacje zajmowały sklepy handlowe początkowo rodzinnej firmy "Geschwister Trautner Nachfolger". Dom handlowy potocznie zaczął być nazywany "Trautner". W 1903 roku, w wieku sześćdziesięciu lat zmarł Louis Cohn. Był bardzo szanowanym obywatelem Wrocławia i aktywnym członkiem żydowskiej społeczności. Miał dwie żony: z pierwszą, Ernestiną Sachs, miał dwóch synów: Martina, późniejszego inżyniera oraz Hugona. Po śmierci pierwszej żony, ożenił się z Margarethe Hainhauer, z którą miał trzech synów Willy'ego, Erna i Rudolfa (1896–1958) i córkę Ernę (1891–1964). Jego funkcję zarządcy (wespół z wujem) przejął syn Hugon, który pracował na tym stanowisku do śmierci w 1932 roku. Sukcesję po nim przejął najmłodszy syn Louisa, Rudolf. W tym samym okresie firma popadła w kłopoty finansowe, częściowo w wyniku wielkiego kryzysu jaki uderzył w gospodarkę Niemiec. Firma została wykupiona przez zamożnego żydowskiego przedsiębiorcy, ale kamienica została w rękach rodziny Cohn. Rudolf pozostał na stanowisku managera domu handlowego Trautner.
W 1937 roku w nazistowskich Niemczech wprowadzono program aryzacji: żaden nie-aryjczyk (żyd) nie mógł zarządzać aryjczykiem. Według wspomnień Wanera Maxa Cordena sytuację te wykorzystał fabrykant Paul Grzesiak i na mocy prawa przejął zarządzaniem firmą i domem handlowym. Według dzienników Willy'ego Cohna Grzesiak już w styczniu 1934 roku wynajął pomieszczenia w kamienicy, a pierwsze próby jej wykupu podjął w 1936 roku. Rudolf Cohn stracił pracę co ostatecznie zmusiło go do emigracji do Australii. 12 lipcu 1939 roku pozostały członek rodziny, Willy Cohn, czwarty syn Ludwika, sprzedał pod presją, kamienicę Rynek 49 Paulowi Grzesiakowi.
Wuj Moritz w 1939 roku wraz z rodziną wyemigrował do Ameryki Południowej, do Buenos Aires gdzie zmarł w 1941 roku. Synowie Louisa: Martin, Hugon i Franz zmarli przed restrykcjami aryzacji w 1937, odpowiednio w 1922, 1932 i 1934 roku. Córka Erna zmarła w Nowym Jorku w 1964 roku.

## Opis architektury
Kamienica posiadała mały dziedziniec od wschodniej strony oraz czterokondygnacyjne skrzydło obniżające się schodkowo w kierunku ulicy Igielnej. Nowy pięciokondygnacyjny budynek wyłożony był okładziną kamienną. W jego manierystyczno-konstruktywistyczną fasadę, na dwóch pierwszych kondygnacjach wkomponowano duże przeszklone okno witrynowe, którego górna część zakończona była wielkim łukiem koszowym. W górnej jego części po obu stronach łuku umieszczono medaliony przedstawiające patronów kamienicy: Merkurego (Hermesa), opiekunów handlarzy i wizerunek Barbary Uttmann, niemieckiej XVI-wiecznej mistrzyni w tworzeniu wyrobów koronkowych i plecionek. W centralnej części trzyosiowej fasady umieszczono trzykondygnacyjny wykusz zakończony miedzianym daszkiem, a nad nim globus otoczony przez dwa niewielkie okienka zamknięte łukiem kotarowym. Globus był podświetlany elektrycznie, a na nim widniała reklama firmy Trautner, co w ówczesnym okresie było nowinką techniczną i stanowiło dużą atrakcję. Fasada zwieńczona została neomanierystycznym szczytem, a budynek zakryty był dwuspadowym dachem przenikającym się z głównym dachem kalenicowym.

## Po II wojnie światowej
Działania wojenne w 1945 roku nie uszkodziły budynku. W 1953 roku zamurowano wielką witrynę na parterze i zastąpiono ja trzema niewielkimi oknami zakończonymi łukami. W kamienicy, aż do 2003 roku, znajdowała się księgarnia muzyczna i biblioteka. W 2003 roku budynek został sprzedany za wylicytowaną kwotę 50 mln zł spółce Residence Development należącej do Irańczyka Ali Dadressana. W 2017 roku fasada kamienicy została odrestaurowana. Na parterze budynku otwarto Pizza Hut.